# Жариковский сквер
Небольшой сквер в центральной части г. Владивостока (в районе остановки транспорта «Дальзавод»). В центре сквера находится воинское захоронение 20 человек, «жертв разбойного нападения американских воздушных пиратов на советский пассажирский самолет ИЛ-12 27.07.1953 г.». Все они военнослужащие, погибшие при исполнении воинского долга. По сведениям Единого реестра объектов культурного наследия, установленный в сквере монумент с 1987 г. отнесен к Памятникам истории, градостроительства и архитектуры регионального значения
Раньше здесь находился глубокий Жариковский овраг, выходящий непосредственно к морю и названный так по фамилии землевладельца, купца второй гильдии В. А. Жарикова. Его дом (Светланская, 119) сохранился до наших дней. Но как и многие памятники истории и архитектуры находится в аварийном состоянии. И в 2010 г. ко дню 150летия города, дабы не смущать гостей, закрыли все здание навесом.
Согласно Генерального плана г. Владивостока на месте сквера планируется разместить подъездной путь к тоннелю, который соединит ул. Светланскую с жилым массивом Голубиная падь. Что по-сути влечет уничтожение сквера и ставит под вопрос судьбу воинского захоронения.
18 октября 2017 г. в ходе публичных слушаний жители города проголосовали за сохранение Жариковского сквера путем исключения из Генерального плана тоннеля между ост. Дальзавод и жилым массивом Голубиная падь.
По итогу, обеспокоенность жителей относительно сохранности сквера, воинского захоронения и монумента, а также мнение целого ряда ведомств проигнорированы.
Постановлением Администрации Приморского края от 12.02.2018 г. № 61-па утверждена редакция генплана, реализация которой ПРЕДУСМАТРИВАЕТ УНИЧТОЖЕНИЕ СКВЕРА. Когда это произойдет — вопрос времени, поскольку генплан — нормативно-правовой акт, обязательный к исполнению

## Источник[1]
- Владивосток. Из века в век. Путеводитель. Владивосток: Дальпресс, 2002.